# Frederic George Kenyon
Pour les articles homonymes, voir Kenyon.
Frederic George Kenyon, né le 15 janvier 1863, mort le 23 août 1952, appartient à la première génération des papyrologues.

## Biographie
Tout jeune conservateur au British Museum, il se voit confier l’édition de quelques rouleaux de papyrus contenant une grande partie d’œuvres importantes de la littérature grecque qui avaient été perdues. En 1891, à quelques mois d’intervalle, il publie la Constitution d’Athènes d’Aristote et les Mimiambes d’Hérondas. Ces fleurons de la papyrologie littéraire sont bientôt suivis par la publication des odes triomphales de Bacchylide et de plusieurs volumes de papyrus documentaires du British Museum. Il dirige cette institution de 1909 à 1930. 
Il obtient le titre de Sir Frederic Kenyon. Il peut mettre alors en œuvre sa profonde connaissance de la paléographie des papyrus, de l’histoire du livre ancien et des manuscrits de la Bible quand on lui propose de publier les remarquables papyrus bibliques de la collection Chester Beatty, dont certains codex remontent au IIe siècle. Il accompagne leur publication de remarques particulièrement innovantes sur l’histoire et la critique de ces textes sacrés.

## Œuvres
- 1891: Aristotelous Ἀθηναιων Πολιτεια. Aristotle on the Constitution of Athens; edited by F. G. Kenyon. London: Printed by order of the Trustees of the British Museum
- 1895: Our Bible and the Ancient Manuscripts, London 1912.
- 1897: The Letters of Elizabeth Barrett Browning; edited with biographical additions by Frederic G. Kenyon. 2 vol. London: John Murray. Gutenberg fulltext
- 1899: The Palaeography of Greek papyri
- 1901: Handbook to the textual criticism of the New Testament
- 1914: Aristotle, The Athenian Constitution; Traduit par Frederic G. Kenyon. London: G. Bell Gutenberg fulltext
- 1915: (en) Codex Alexandrinus in Reduced Photographic Facsimile, London: British Museum (lire en ligne)
- 1933: Recent Developments in the Textual Criticism of the Greek Bible (Schweich Lectures for 1932) London: Oxford University Press
- 1940: The Bible and Archaeology. London: G. Harrap / New York: Harper & Row
- The Bible and Modern Scholarship. (1948)
- The Story of the Bible.